# Roewerania spinosa
Roewerania spinosa is een hooiwagen uit de familie Triaenonychidae.